# Fenniarail Dr18
Die Baureihe Fenniarail Dr18 sind Diesellokomotiven mit dieselelektrischer Kraftübertragung. Sie werden von dem finnischen Eisenbahnverkehrsunternehmen Fenniarail im Güterzugdienst eingesetzt.

## Geschichte
Die Baureihe Dr18 wurde von der Firma CZ Loko als Serie modernisierter Diesellokomotiven hergestellt. Als Spenderlokomotiven dienten polnische Lokomotiven des Typs S200 aus Industriebahnbeständen, die nach dem Umbau als CZ LOKO-Type 774.7F bezeichnet wurden. Sie erhielten ab Werk die Nummern 774 711–713, die 2018 noch zusätzlich zur finnischen Nummer angeschrieben sind.
Die Lokomotiven wurden unter anderem mit moderner Elektronik, Siemens-Generator und neuem Caterpillar-Motor mit Emissionsstandard EU III A gründlich modernisiert. Die Antriebsmotoren sind Gleichstrommotoren. Zudem musste die Spurweite an das finnische Schienennetz angepasst werden.
Im Juli 2016 wurde die 774 711 auf dem Eisenbahnversuchsring Velim umfangreichen Tests unterzogen.
In Finnland haben sie die Baureihenbezeichnung Dr18 erhalten. Die blauen Lokomotiven Dr18 101–103 mit einer Höchstgeschwindigkeit von 90 km/h haben die EVN „92 10 2102 1XX-Y FIN-FERFI“ und wurden zwischen September und November 2015 ausgeliefert. Neben der entsprechenden Baureihenbezeichnung 774 von CZ LOKO sind sie mit der laufenden Seriennummer von Fenniarail beschriftet.
Die in der letzten Septemberwoche 2015 gelieferte erste Lokomotive wurde ab diesem Zeitraum von Fenniarail getestet. Nach Abschluss der Probefahrten hat Fenniarail zwei weitere Lokomotiven bestellt, die als Dr18 104–105 im Herbst 2017 abgeliefert wurden. Diese beiden Lokomotiven besitzen nur die Beschriftung mit den laufenden Seriennummern 104 und 105. Die Dr 18 106, die sechste Lokomotive der Baureihe, wurde am 25. März 2021 zugelassen. Fenniarail wird keine weiteren Lokomotiven dieser Baureihe mehr beschaffen.
Die Lokomotiven sind in Kotka beheimatet, wo Fenniarail im Betriebswerk der Staatsbahn VR-Yhtymä zwei Schuppenstände angemietet hat. Sie sind für Güterverkehr und Rangierbetrieb ausgelegt.